# Jo Burt
Jo Burt (* 1956) je anglický rockový a heavy metalový baskytarista, kytarista, skladatel a zpěvák, nejvíce známý pro spolupráci se skupinou Black Sabbath v letech 1987–1988, při turné k albu The Eternal Idol, po ukončení turné kapelu opustil.
Je také zakladatel skupiny Sector 27, která předskakovala na turné Eltona Johna nebo The Police na začátku 80. let 20. století. Spolu se synem Johna Bonhama z Led Zeppelin Jasonem Bonhamem byl také členem skupiny Virginia Wolf.
Jo Burt hrál na bezpražcovou baskytaru na sólovém albu Freddie Mercuryho Mr. Bad Guy.
Hrál také s The Troggs, Brianem Setzerem, Bobem Geldofem, Rogerem Taylorem, Jamesem Reynem, The Sweet a další.